# Кошаркашка репрезентација Јужне Кореје
Кошаркашка репрезентација Јужне Кореје представља Јужну Кореју на међународним кошаркашким такмичењима.

## Учешћа на међународним такмичењима

### Олимпијске игре(6)
| Година | Позиција              | Ут.                   | Поб.                  | Пор.                  |
| ------ | --------------------- | --------------------- | --------------------- | --------------------- |
| 1948.  | 8.                    | 8                     | 3                     | 5                     |
| 1952.  | Није се квалификовала | Није се квалификовала | Није се квалификовала | Није се квалификовала |
| 1956.  | 14.                   | 7                     | 1                     | 6                     |
| 1960.  | Није се квалификовала | Није се квалификовала | Није се квалификовала | Није се квалификовала |
| 1964.  | 16.                   | 9                     | 0                     | 9                     |
| 1968.  | 14.                   | 9                     | 2                     | 7                     |
| 1972.  | Није се квалификовала | Није се квалификовала | Није се квалификовала | Није се квалификовала |
| 1976.  | Није се квалификовала | Није се квалификовала | Није се квалификовала | Није се квалификовала |
| 1980.  | Није учествовала      | Није учествовала      | Није учествовала      | Није учествовала      |
| 1984.  | Није се квалификовала | Није се квалификовала | Није се квалификовала | Није се квалификовала |
| 1988.  | 9.                    | 7                     | 2                     | 5                     |
| 1992.  | Није се квалификовала | Није се квалификовала | Није се квалификовала | Није се квалификовала |
| 1996.  | 12.                   | 7                     | 0                     | 7                     |
| 2000.  | Није се квалификовала | Није се квалификовала | Није се квалификовала | Није се квалификовала |
| 2004.  | Није се квалификовала | Није се квалификовала | Није се квалификовала | Није се квалификовала |
| 2008.  | Није се квалификовала | Није се квалификовала | Није се квалификовала | Није се квалификовала |
| 2012.  | Није се квалификовала | Није се квалификовала | Није се квалификовала | Није се квалификовала |
| 2016.  | Није се квалификовала | Није се квалификовала | Није се квалификовала | Није се квалификовала |
| Укупно | -                     | 47                    | 8                     | 39                    |

### Светска првенства(7)
| Година | Позиција              | Ут.                   | Поб.                  | Пор.                  |
| ------ | --------------------- | --------------------- | --------------------- | --------------------- |
| 1970.  | 11.                   | 8                     | 4                     | 4                     |
| 1974.  | Није се квалификовала | Није се квалификовала | Није се квалификовала | Није се квалификовала |
| 1978.  | 13.                   | 7                     | 1                     | 6                     |
| 1982.  | Није се квалификовала | Није се квалификовала | Није се квалификовала | Није се квалификовала |
| 1986.  | 22.                   | 5                     | 0                     | 5                     |
| 1990.  | 15.                   | 5                     | 1                     | 4                     |
| 1994.  | 13.                   | 8                     | 3                     | 5                     |
| 1998.  | 16.                   | 5                     | 0                     | 5                     |
| 2002.  | Није се квалификовала | Није се квалификовала | Није се квалификовала | Није се квалификовала |
| 2006.  | Није се квалификовала | Није се квалификовала | Није се квалификовала | Није се квалификовала |
| 2010.  | Није се квалификовала | Није се квалификовала | Није се квалификовала | Није се квалификовала |
| 2014.  | 23.                   | 5                     | 0                     | 5                     |
| 2019.  | -                     | -                     | -                     | -                     |
| Укупно | 1 x                   | 43                    | 9                     | 34                    |

### Азијска првенства(29)
| Година | Позиција      | Ут. | Поб. | Пор. |
| ------ | ------------- | --- | ---- | ---- |
| 1960.  | 4.            | 9   | 3    | 6    |
| 1963.  |               | 10  | 7    | 3    |
| 1965.  |               | 9   | 6    | 3    |
| 1967.  |               | 9   | 8    | 1    |
| 1969.  |               | 8   | 8    | 0    |
| 1971.  |               | 8   | 6    | 2    |
| 1973.  |               | 10  | 9    | 1    |
| 1975.  |               | 8   | 6    | 2    |
| 1977.  |               | 8   | 7    | 1    |
| 1979.  |               | 7   | 5    | 2    |
| 1981.  |               | 7   | 6    | 1    |
| 1983.  |               | 7   | 5    | 2    |
| 1986.  |               | 6   | 5    | 1    |
| 1987.  |               | 8   | 7    | 1    |
| 1989.  |               | 8   | 7    | 1    |
| 1991.  |               | 9   | 8    | 1    |
| 1993.  |               | 6   | 5    | 1    |
| 1995.  |               | 8   | 6    | 2    |
| 1997.  |               | 8   | 7    | 1    |
| 1999.  |               | 8   | 6    | 2    |
| 2001.  |               | 8   | 7    | 1    |
| 2003.  |               | 8   | 7    | 1    |
| 2005.  | 4.            | 8   | 5    | 3    |
| 2007.  |               | 8   | 6    | 2    |
| 2009.  | 7.            | 9   | 6    | 3    |
| 2011.  |               | 9   | 7    | 2    |
| 2013.  |               | 9   | 7    | 2    |
| 2015.  | 6.            | 9   | 5    | 4    |
| 2017.  |               | 7   | 5    | 2    |
| Укупно | 2 x 11 x 12 x | 236 | 182  | 54   |